# Raymond Mensire
Raymond Charles Louis Mensire, né le 20 juillet 1889 à Doudeville et mort le 18 octobre 1964 à Doudeville, est un écrivain français.

## Biographie
Fils de Louis Barthélemi et de Laure Joséphine Adèle Tourmente, il fait ses études à l'Institution ecclésiastique d'Yvetot. Il effectue son service militaire de 1910 à 1912 à la 3e section des Commis et Ouvriers d'Administration. Il est mobilisé pendant la Première Guerre mondiale. Clerc de notaire puis marchand de biens, il est le créateur de la troupe de théâtre Les Comédiens doudevillais en 1941.[réf. souhaitée]
Le 29 août 1931, il reçoit les aviateurs Dieudonné Costes et Maurice Bellonte à Veules-les-Roses en tant que président du syndicat d'initiative.
En 1937, il est nommé membre correspondant de l'Académie des sciences, belles-lettres et arts de Rouen.

## Œuvres
- Les Êtres de chez nous, 1913, poésies
- Gestes, dits et écrits de Mait' Firmin Cauchois, 1933
- Les Doigts crochus (roman), 1936
- Le Patois cauchois, 1939
- Contes du Fil-en-Six, éd. Defontaine, 1939[4]
- Œuf de coucou, 1942
- Le Pays de Caux, 1946
- Le manoir d'Ango, Imprimerie Bretteville Frères, Yvetot, 1962
- Le Mariage d'Augustin (pièce en 3 actes)
- Justiciers (pièce en 3 actes)
- Le Charmeur d'oiseaux (pièce en 1 acte)